# Уругвај на Светском првенству у атлетици на отвореном 2019.
Уругвај је учествовао на 17. Светском првенству у атлетици на отвореном 2019. одржаном у Дохи од 27. септембра до 6. октобра седамнаести пут, односно учествовао је на свим првенствима до данас. Репрезентацију Уругваја представљало је 4 атлетичара (2 мушкарца и 2 жене) који су се такмичили у 4 дисциплине (2 мушке и 2 женске) ,
Не овом првенству такмичари Уругваја нису освојили ниједну медаљу, али оборен је национални рекорд на 1.500 метара за жене.

## Учесници
| Мушкарци: - Николас Куестас — Маратон - Емулијано Ласа — Скок удаљ | Жене: - Дебора Родригез — 800 м - Марија Пија Фернандез — 1.500 м |  |

## Резултати

### Мушкарци
| Атлетичар       | Дисциплина | Лични рекорд | Квалификације | Квалификације | Полуфинале | Полуфинале | Финале               | Финале       | Детаљи |
| Атлетичар       | Дисциплина | Лични рекорд | Резултат      | Место         | Резултат   | Место      | Резултат             | Место        | Детаљи |
| --------------- | ---------- | ------------ | ------------- | ------------- | ---------- | ---------- | -------------------- | ------------ | ------ |
| Николас Куестас | Маратон    | 2:13:59      |               |               |            |            | 2:40:05              | 55 / 55 (73) |        |
| Емулијано Ласа  | скок удаљ  | 8,26 НР      | 7,66          | 11. у гр. Б   |            |            | Није се квалификовао | 30 / 26 (27) |        |

### Жене
| Атлетичарка           | Дисциплина | Лични рекорд | Квалификације  | Квалификације | Полуфинале            | Полуфинале            | Финале                | Финале       | Детаљи |
| Атлетичарка           | Дисциплина | Лични рекорд | Резултат       | Место         | Резултат              | Место                 | Резултат              | Место        | Детаљи |
| --------------------- | ---------- | ------------ | -------------- | ------------- | --------------------- | --------------------- | --------------------- | ------------ | ------ |
| Дебора Родригез       | 800 м      | 2:01,46 НР   | 2:03,80        | 7. у гр. 4    | Нису се квалификовале | Нису се квалификовале | Нису се квалификовале | 34 / 40 (41) |        |
| Марија Пија Фернандез | 1.500 м    | 4:10,93      | 4:09,45 НР, ЛР | 11. у гр. 3   | Нису се квалификовале | Нису се квалификовале | Нису се квалификовале | 28 / 35      |        |